# Prospero (biljni rod)
Prospero je  biljni rod  iz porodice Asparagaceae raširen od sjeverozapadne Europe do Sredozemlja i Kavkaza te po dijelovima Sjeverne Afrike.
Postoji 17 vrsta a u Hrvatskoj je rod zastupljen od vrsta jesenski procjepak (Prospero autumnale), i P. elisae, nekada uključivani u rod Scilla, 
Zumbulski procjepak pripada rodu Scilla (Scilla hyacinthoides), a ne u Prospero.

## Vrste
1. Prospero autumnale (L.) Salisb., jesenski procjepak
2. Prospero battagliae Speta
3. Prospero cudidaghense Firat & Yildirim
4. Prospero cyrenaicum (Pamp.) Speta
5. Prospero depressum Speta
6. Prospero elisae Speta, nekada uključivana u procjepak
7. Prospero fallax (Steinh.) Speta
8. Prospero hanburyi (Baker) Speta
9. Prospero hierae C.Brullo, Brullo, Giusso, Pavone & Salmeri
10. Prospero hierapytnense Speta
11. Prospero idaeum Speta
12. Prospero minimum Speta
13. Prospero obtusifolium (Poir.) Speta
14. Prospero paratethycum Speta
15. Prospero rhadamanthi Speta, kretski endem
16. Prospero seisumsiana (Ruksans & Zetterl.) Yildirim
17. Prospero talosii (Tzanoud. & Kypr.) Speta